# Spijkenisse Scouts
Spijkenisse Scouts is een Americanfootballclub uit Spijkenisse.

## Club
Het eerste team komt uit in de Eredivisie van de Nederlandse AFBN-competitie. Tevens heeft men drie jeugdteams.

## Geschiedenis

### 1985 Ontstaan naam Scouts
In april van dat jaar werd in Rotterdam door een vriendenclub de American Football vereniging de Scouts opgericht. Deze club heeft nationaal naam gemaakt en was een kweekvijver voor talentvolle spelers die hun stempel om het American Football in Nederland hebben gedrukt. Ondanks het feit dat de leden zich later verspreid hebben over diverse clubs binnen en buiten Nederland is er altijd verbondenheid gebleven.

### 2007 Oprichting Spijkenisse Scouts
Miranda en Kenny Franklin richten de Spijkenisse Scouts op. Voorzitter en headcoach Kenny Franklin stelt een team samen van oud atleten en jonge talenten. Het eerste jaar wordt nog alleen getraind waarna de Scouts senioren in seizoen 2009 in de Nederlandse derde divisie binnen stromen.
Het trainingscomplex Franklin Field is door spelers en fans vernoemd naar de oprichters van de club, Miranda en Kenny Franklin. Het team heeft de kleuren van Spijkenisse als tenue en het logo is geïnspireerd op dat van de Washington Redskins.

### 2010 Promotie naar divisie II
De senioren stromen door naar de tweede divisie van de binnenlandse competitie. Het seniorenteam eindigde met een win-verliesrecord van 5-3 en bewijzen dat de Scouts een team zijn om rekening mee te houden. De jeugdteams spelen dit seizoen hun eerste competitie wedstrijden. De club groeit.

### 2013
Als resultaat van een hecht team dat goed op elkaar ingespeeld is en belangrijke wedstrijden wint, behalen de Scouts voor het eerst in hun geschiedenis de play-offs. 
Deze wordt gespeeld bij de Hilversum Hurricanes. Na een zware wedstrijd verliezen de Scouts met 29-12 van de Hurricanes die uiteindelijk ook kampioen van de 1e divisie worden.

### 2014
Het vlaggenschip komt uit in de 1e divisie van de AFBN.
Doordat zij de laatste competitiewedstrijd in de 1e divisie verliezen tegen Lightning Leiden haalde zij niet de play-offs.

### 2015
De Scouts spelen in de 1e divisie van de AFBN.
Na een bewogen jaar eindigde de Scouts op een 2e plaats in de competitie.
Hiermee kwalificeerde zij zich voor de play-offs en tevens ook het thuisvoordeel.
In de play-offs werden zij door een nipte overwinning door de Enschede Broncos uitgeschakeld.
Het jeugd flagfootballteam wordt Nederlands kampioen.

## Resultaten

### 2013
- play-off 1e divisie Hilversum Huricanes vs Spijkenisse Scouts eindstand 29-12

### 2015
- play-off 1e divisie Enschede Broncos @ Spijkenisse Scouts - resultaat: uitgeschakeld voor de finale

### 2016
- Kampioenschap 1e divisie na een 14-00 overwinning op de Nijmegen Pirates, promotie naar de Eredivisie

## Internationals
- Leo Molly, positie DE, geboortedatum 18-02-1971 (gepensioneerd)
- Brian Mansaram, positie CB (gestopt)
- Nick Rovers, positie DL, geboortedatum 27-12-1991
- Eder Linnenbank, positie CB, geboortedatum 09-12-1983
- Rody Vink, positie RB
- Dennis Griesdoorn Positie CB, TE geboortedatum 18-03-1984

## Bekende speler
- Leo Molly (DE, 1995,1996): Speelde voor Amsterdam Admirals, die uitkwamen in de professionele NFL Europa league en was teammaat van pro kicker Adam Vinatieri.